# Ibrahim Dossey
Ibrahim Dossey  est un footballeur ghanéen né le 24 novembre 1972 à Accra et mort le 9 décembre 2008 à Bucarest. Il évoluait au poste de gardien de but.

## Biographie

### En club
Ibrahim Dossey joue en Roumanie durant toute sa carrière. Il dispute un match en Ligue des champions et quatre en Coupe de l'UEFA.
Le 13 septembre 2008, deux jours après sa signature au FC Municipal Târgovişte, il a un accident de voiture le laissant dans le coma. Il meurt des suites de cet accident le 9 décembre 2008.

### En équipe nationale
Il est médaillé de bronze avec le Ghana lors des Jeux olympiques d'été de 1992. Il dispute la petite finale contre l'Australie lors du tournoi olympique.

## Carrière
- 2000-2003 :  FC Brașov
- 2003 :  Rapid Bucarest
- 2003-2005 :  FC Brașov
- 2005-2008 :  Unirea Sânnicolau Mare
- 2006-2008 :  Pandurii Lignitul Târgu Jiu
- 2008  :  FC Municipal Târgovişte

## Palmarès
Avec le Ghana :
- Médaillé de bronze aux Jeux olympiques d'été de 1992.